# Stazione di Kadosawabashi
La stazione di Kadosawabashi (門沢橋駅?, Kadosawabashi-eki) è una stazione ferroviaria situata nella città di Ebina, nella prefettura di Kanagawa, in Giappone, e serve la linea Sagami della JR East.

## Linee
JR East
■ Linea Sagami

## Struttura
La stazione, è dotata di un solo binario, in superficie, con un marciapiede laterale. Non è presente la biglietteria, ma solo una semplice validatrice per la biglietteria elettronica Suica.
| 1 | ■ Linea Sagami | per Hashimoto e Hachiōji (linea Yokohama) |  |
| 1 | ■ Linea Sagami | per Ebina, Atsugi e Chigasaki             |  |

## Stazioni adiacenti
| «            | Servizio     | »            |
| Linea Sagami | Linea Sagami | Linea Sagami |
| ------------ | ------------ | ------------ |
| Kurami       | Locale       | Shake        |